# Cratere Fesenkov (Marte)
Fesenkov è un cratere sulla superficie di Marte.
L'asteroide è dedicato all'astrofisico russo Vasilij Grigor'evič Fesenkov.